# トミー・スナイダー
 トミー・スナイダー（Thomas Charter "Tommy" Snyder、1952年12月20日 - ）は、音楽家、ロックバンド『ゴダイゴ』のドラマーである。
作詞作曲、フルート、鉄琴、木琴、ボーカルもこなし、ソロアルバムの発表や、他ミュージシャンへの歌詞・楽曲の提供などを行っている。
ボーカル曲として、大追跡 (テレビドラマ)のエンディング曲「Shadows of a Man」、ルパン三世の挿入歌「Lovin' You(Lucky)」「Super Hero(ルパン三世のテーマ)」、海底超特急マリンエクスプレスの主題歌「ザ・マリン・エクスプレス」、あぶない刑事の挿入歌「Night Waves」などを担当している。
父シドニー・スナイダーはピアノを弾いた。娘シャンティ・スナイダーは歌手。1977年、ゴダイゴの浅野良治の後任として来日。
TAMAのドラムを長年に渡って愛用している。
ローランドの楽器デモンストレーションを行っている。

## 来歴
- アメリカ合衆国マサチューセッツ州スプリングフィールドで食料品雑貨店（1913年創業）を営むモリス・スナイダーの息子シドニー・スナイダーの息子として生まれる。
- 7歳 - ドラムを始める。
- ジェフ・ポーカロ（TOTOのドラマー）の父親ジョー・ポーカロ（Joe Porcaro）、アル・リパック（Al Lepak）に師事。
- 9歳 - ナイトクラブで、ピアノを弾いていた父シドニーのバンドでドラムを叩いた。
- 1969年 - バンド『オーフィアス（Orpheus）』で活動。
- バンド『スピリット・イン・フレッシュ（Spirit in Flesh）』で活動。
- 在米中のミッキー吉野、スティーヴ・フォックスと出会う。
- 1977年3月 24歳 - ゴダイゴのドラマーとして来日。
- 1985年4月 32歳 - ゴダイゴ活動停止。
- KUWATA BANDのアルバム『NIPPON NO ROCK BAND』の楽曲の作詞を手掛ける。その後も2002年頃までサザンオールスターズ、及び桑田佳祐のソロ作品で英語補作詞を担当していた。
- 1987年からフランスに拠点を移し、レコードレーベル『HAYAMA』を主宰。
- テクノレーベルScorpio Musicのプロジェクトに参加。
- 2014年8月末、再び日本に拠点を移す。

## ディスコグラフィ

### シングル
1. ザ・マリン・エクスプレス / 序曲マリン・エクスプレス （1979.8.10）
24時間テレビ・愛は地球を救う2で放映されたアニメーション「海底超特急マリンエクスプレス」の主題歌。B面は、You & Explosion Bandによる挿入曲。
2. チェンジング・ドリーム / ソー・ハード・トゥ・リーヴ　（1980.4.1）
渡辺香津美、富倉安生等が参加したアルバム「THERE COMES A TIME』からの先行シングル・カット。
3. OUR KIND OF LOVE / OUR KIND OF LOVE (Instrumental) （1985）
java groupイメージソング。非売品。ピクチャー・レーベル。作詞がトミー。作曲はタケカワユキヒデ。
4. STRANGE CITY / DON'T TURN AWAY （1985.8.1）
WORK ISLAND featuring TOMMY SNYDER名義のシングル。A面は、キリン・ライト・ビールCMソング。
5. YOUR LOVE HAS SET ME FREE / YOU, ME AND LOVE （1986.10.1）
Ａ面は、TERESSA JONETTE with TOMMY SNYDER名義。リプトン紅茶CMソング。　B面は、TERESSAのソロ。
6. RULE OF THE GAME / Heaven In Your Eyes （1987）未発表。ゴダイゴ再始動後、コンサート会場等で発売。
7. Can You Feel The Rhythm（1995）  Chris Young名義で発売
8. YOKOHAMA FIGHT ON ! / YOKOHAMA FIGHT ON ! （1993.4.21）
トミーがリーダーを務めていたB.R.B.名義のシングル。日産F.C.横浜マリノスのオフィシャル・チーム・ソング。
9. GLORIA （2006.7.13）
DI MANO, Greg feat TOMMY SNYDER名義のアナログ・シングル。
10. With You At Christmas Time （2012）
ディスクユニオンの特典CD。1994年、個人的に制作された。

### アルバム
『ROCK DRUM METHOD』　（1977）
TAMAドラム教則本に添付されていたカセット。
『THERE COMES A TIME』 （1980.4.25）
渡辺香津美、富倉安生等が参加している。
永らくCD化が待たれていたが、2008年自身のレーベル「HAYAMA」によるMP3ファイルへのデジタル化が実現し、音楽サイトからのダウンロードが可能となった(iTunesでは発売停止)。2012/11 ボーナス曲を含めCD化。
『COMMERCIAL LIFE』 （1986.3.21）
ゴダイゴの解散後、数多く手掛けたCMソング集。
『TAKE A LOOK』 （1990.9.1）
AORの王道ともいうべきサウンドが特徴。桑田佳祐が対訳を担当している。以前からKUWATA BANDの楽曲の英語詞を担当したり、映画「稲村ジェーン」に米兵役で出演したりと親交がある。
『HEARTS ON FIRE』 （1992.4.1）
前作『TAKE A LOOK』とほぼ同じスタイル。日本版ではトミーの顔写真がジャケットに使われているが、海外版では心臓のイラストが使われている。
このアルバムの中でサザンオールスターズの「OH GIRL」「JUST A LITTLE BIT」をカバーしている。
『SNYDER'S MARKET』 （1998）
祖父の経営していたマーケット名がタイトル。バラエティに富んだアルバム。
『NAMI'S SONG』 （2001）
開局当初から手がけている湘南ビーチFMのジングル集。
『シナモンと英語であそぼ!』 （2005.12）
サンリオ「World Of Words」から数曲収録されている。
『UNDER THE COVERS』 （2010）
カバー曲集。

## その他
- 映画『稲村ジェーン』（1990年）に出演。GI役。
- 1980年代に販売されていたローランドのリズムマシン、「TR」シリーズのサンプリング音源。